# Česká Metuje
Obec Česká Metuje (německy Böhmisch Matha) se nachází v okrese Náchod, kraj Královéhradecký. Žije zde 295 obyvatel.
V obci se nachází památný strom – Berkova lípa.

## Části obce
- Česká Metuje (k. ú. Česká Metuje, částečně také Metujka)
- Skalka (k. ú. Skalka u České Metuje)
- Vlásenka (k. ú. Metujka)

## Historie
Obec Metuje, ještě bez přívlastku Česká, je velmi stará. Její počátky souvisejí s kolonizací Broumovska benediktiny z Břevnovského kláštera někdy v první čtvrtině 13. století. Benedektini kraj získali darem od Přemysla Otakara I. v roce 1213. Obec byla pojmenována podle řeky Metuje a ležela tehdy na levém břehu řeky. Kolem roku 1260 vznikla ve stejné lokalitě, ale na pravém břehu řeky další osada, osazená německými kolonizátory. První písemná zmínka o obci pochází z roku 1406. V roce 1790 byla obec rozdělena nejen řekou, ale i administrativně. Levostranná část se jmenovala Česká Metuje a pravostranná byla označována jako Německá Metuje (německy: Deutsch Matha). Tento stav trval až do roku 1946, kdy došlo ke sjednocení obou obcí s názvem Česká Metuje. K obci se navíc přidružily i obce Vlásenka a později i Skalka. Vlásenka je i název potoka, který má soutok v obci.

## Pamětihodnosti
- Smírčí kříž – vedle cesty při příjezdu do vesnice od nedalekého Žďáru nad Metují. Na kříží je nápis "„Zde telo odnato zemij ann MCCCCCI 10 leda Elias Jan syn – za zaplatu ji data odpocie v pokoji.“ Kříž stál původně stál u železnice, ale následně byl přesunut k dnešní silnici. Zezadu kříže je vytesán muž, který utíká před napřaženou sekerou. [5]
- Kaple Panny Marie
- Přírodní památka Pískovcové sloupky – chráněná geologická lokalita v zaniklém malém lomu u cesty. Neobvyklá forma selektivního zvětrávání vápnitých pískovců, drobné pseudokrasové jevy v podobě přesýpacích hodin nebo kuželek.[6]
- Na cestě ze Skalky na Bischofstein se nachází pár zbořenišť po starých statcích a domech.

## Zajímavosti
Sto metrů od hranic vesnice je vybudován robotický kravín s kapacitou až 400 kusů dobytka. Pro obsluhu za normálního provozu je potřeba maximálně dvou lidí.[zdroj?]

## Galerie

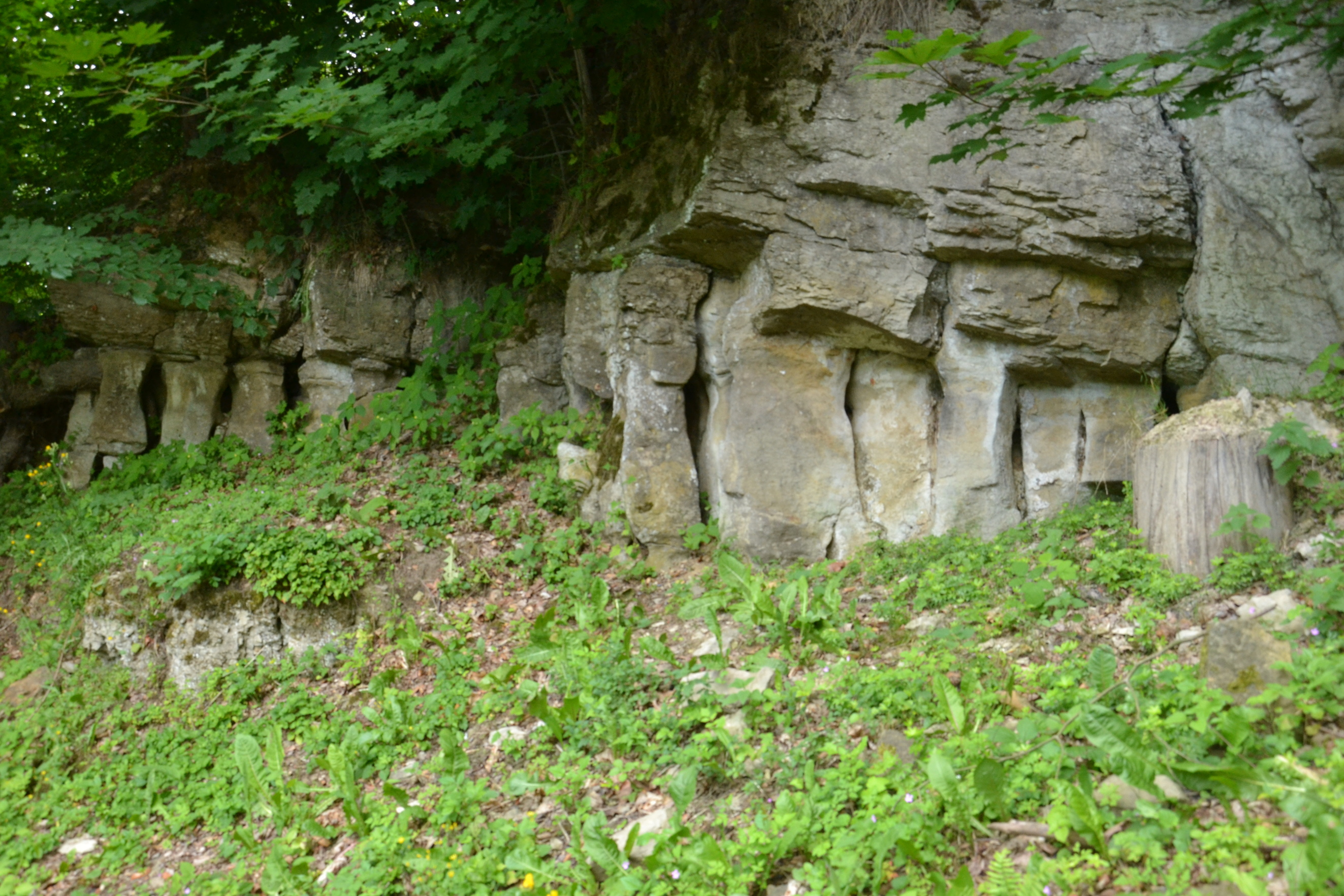
Detail geologické lokality
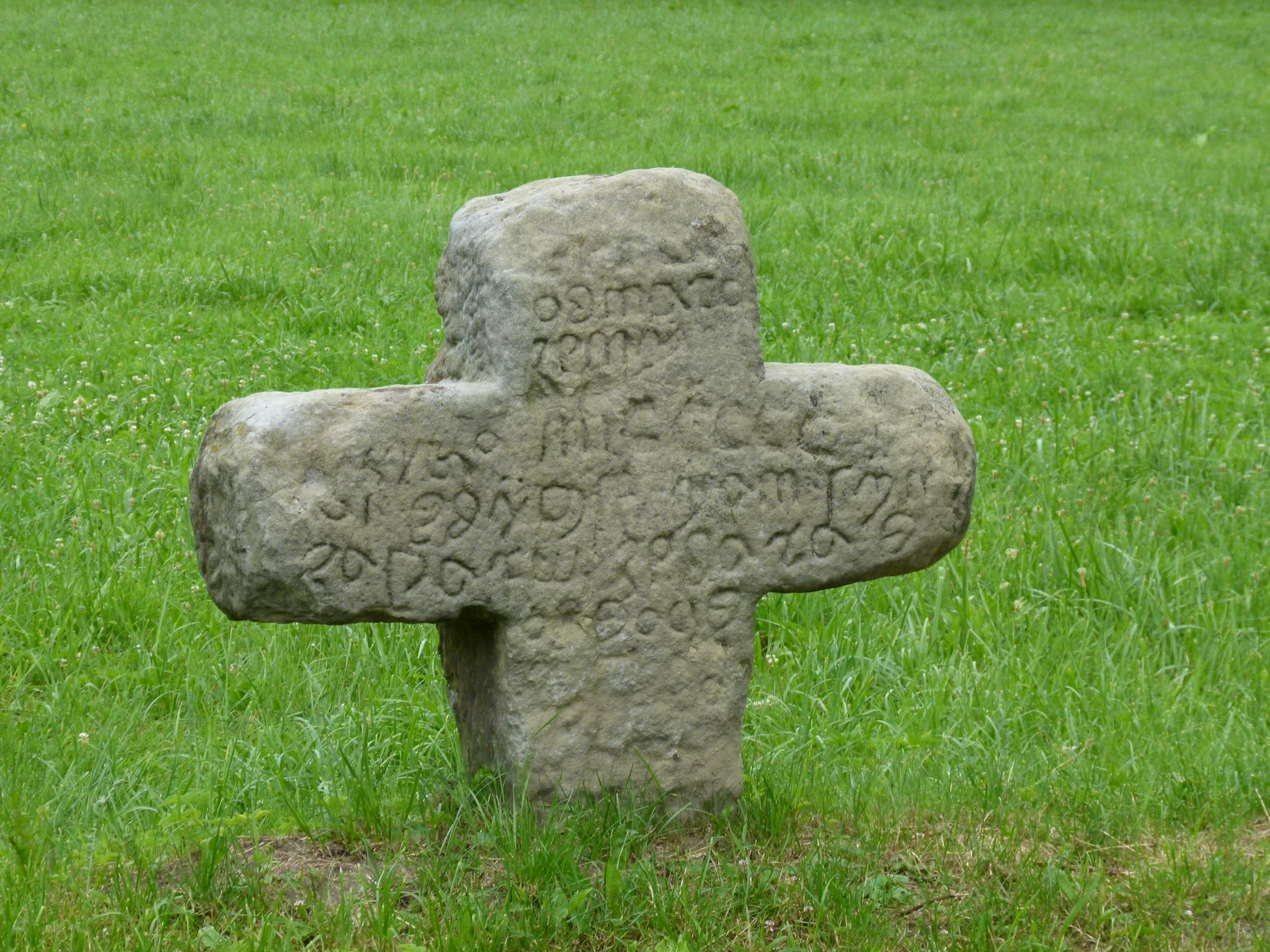
Smírčí kříž u cesty ze Žďáru
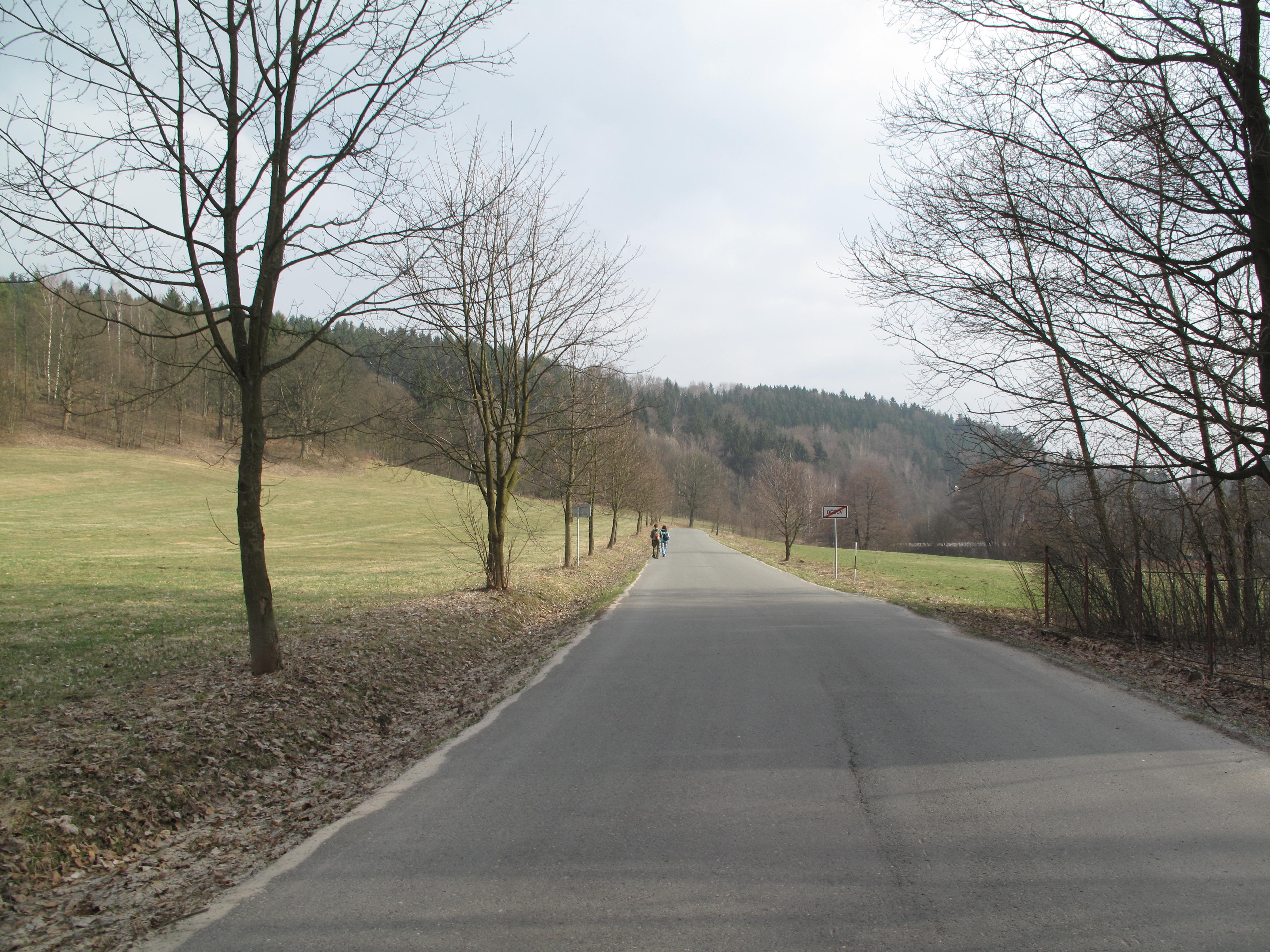
Cesta z Dědova do České Metuje
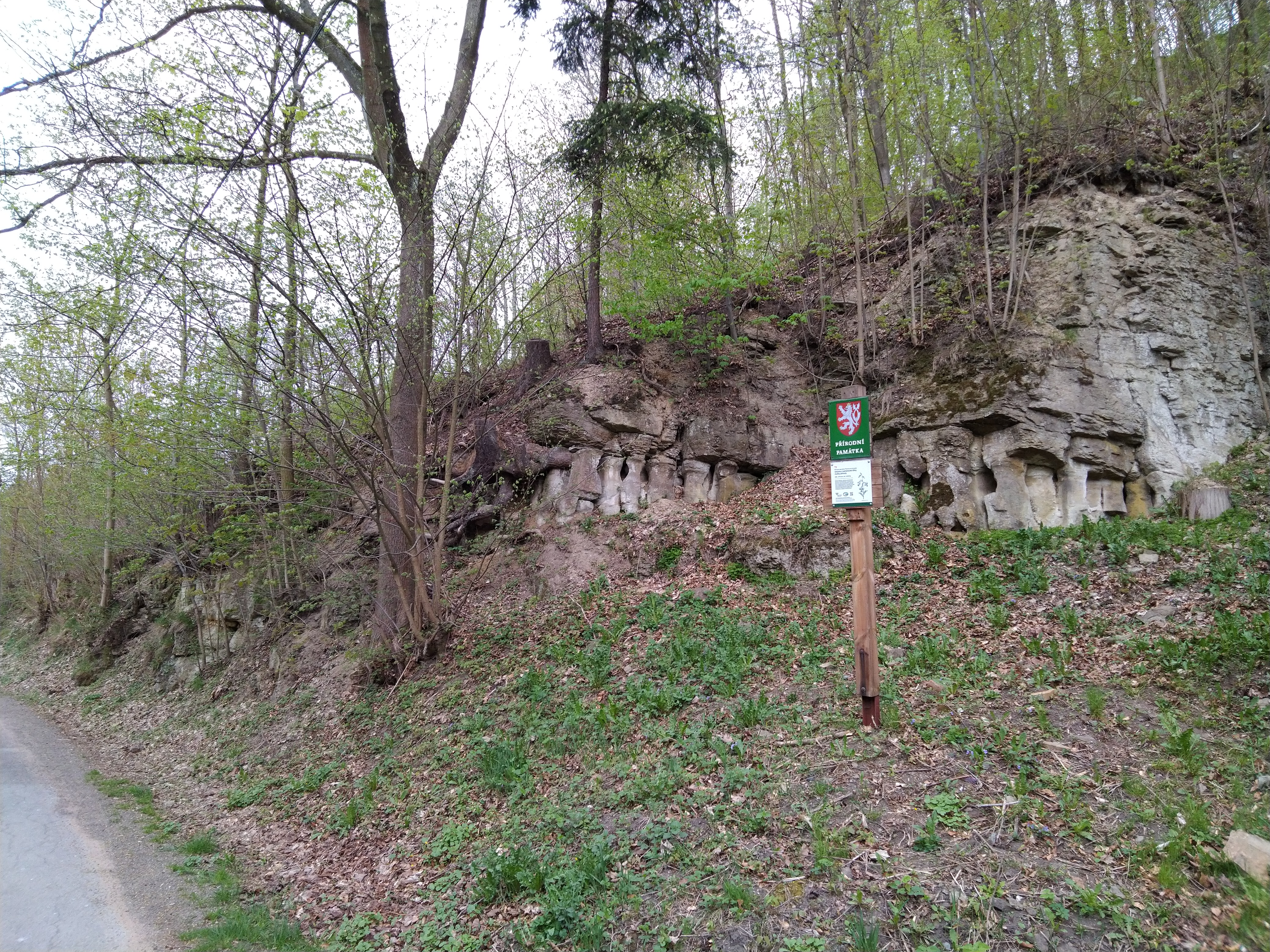
Bývalý lom s pískovcovými sloupky